# 查拉代
查拉代（西班牙語：Charadai），是阿根廷的城鎮，位於該國北部查科省，是塔佩納加縣的首府，始建於1905年，海拔高度54米，該城鎮每年平均降雨量1,100毫米，2010年人口1,519。